# Die Comedy-Falle

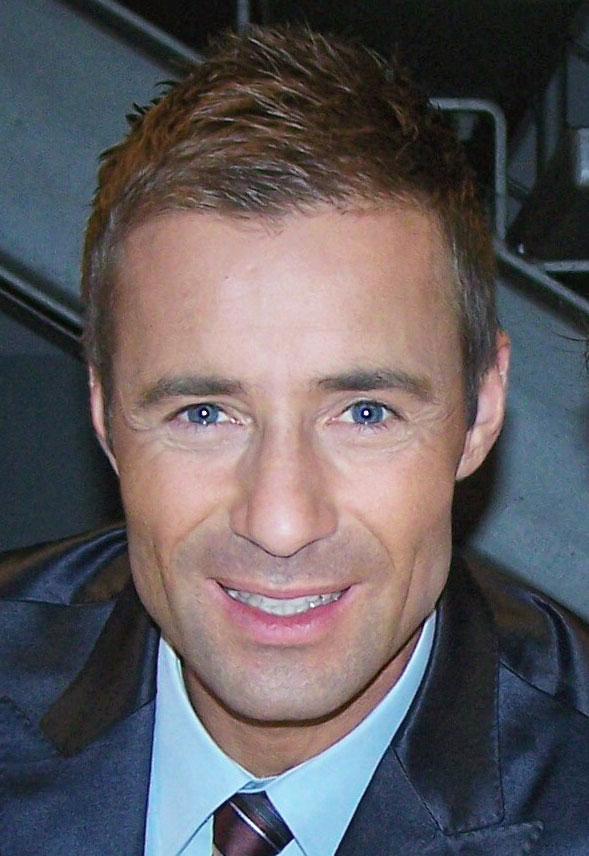
Moderator Kai Pflaume

Die Comedy-Falle war eine von Kai Pflaume moderierte, zweistündige Comedyshow beim privaten Fernsehsender Sat.1. Sie funktioniert nach dem Prinzip der Versteckten Kamera und ist vergleichbar mit Verstehen Sie Spaß?. In den Jahren von 2005 bis 2010 wurden insgesamt 29 Folgen der Comedyshow produziert.
In jeder Sendung wurden mehrere Personen von Comedians in „Fallen“ gelockt. Die Comedians bekamen dabei Vorgaben, wie sie die Personen hereinlegen sollen, zum Beispiel als Chef eines Möbelhauses oder als Leiter einer Busfahrt.
Am Ende jeder Sendung stand die so genannte „Rache-Falle“. Nach dem Motto „Der hat´s verdient“ wurden in dieser Kategorie Personen hereingelegt, welche ihren Freunden und Verwandten selbst gerne Streiche spielten. Die „Rache-Falle“ wurde von Kai Pflaume persönlich geleitet, dieser gibt den Schauspielern über ein Funkgerät Anweisungen und tauchte selbst am Ende der Falle auf, um die Situation aufzulösen.
Im Juni 2007 wurde die Comedy-Falle nach einer längeren Pause neu präsentiert. Neben den vier Fallen gab es nun auch einen Talentwettbewerb. In fünf Nummern durften Personen ihr außergewöhnliches Talent zeigen; der Beste wurde am Ende von den Zuschauern gekürt. Auf diesen Wettbewerb wurde 2008 wieder verzichtet. 2009 erfolgte keine weitere Ausstrahlung der Comedy-Falle. Vom 9. bis 23. April 2010 wurden, wie angekündigt, drei neue Folgen ausgestrahlt.
Vom 1. Januar bis zum 16. Mai 2011 wurden Best-of-Folgen der Sendung auf Comedy Central wiederholt.

## Fallensteller
Jede Sendung bestand aus vier Fallenstellern und einer Rachefalle.

### 2005
- Janine Kunze (ab der 2. Sendung dabei)
- Hans Werner Olm
- Dieter Hallervorden
- Mirja Boes (nur bei der ersten Folge dabei)
- Ingo Oschmann
- Simon Gosejohann

### 2006
- Janine Kunze
- Hans Werner Olm
- Dieter Hallervorden
- Ingo Oschmann
- Simon Gosejohann
- Verona Pooth
- Mathias Schlung
- Markus Maria Profitlich

### 2007
- Janine Kunze
- Hans Werner Olm
- Dieter Hallervorden
- Ingo Oschmann
- Bürger Lars Dietrich
- Ruth Moschner
- Ralf Bauer
- Tom Gerhardt
- Thomas Heinze
- Guido Cantz

### 2008
- Janine Kunze
- Dieter Hallervorden
- Ingo Oschmann
- Uri Geller
- Mirjam Weichselbraun
- Gedeon Burkhard
- Jeanette Biedermann
- Uwe Ochsenknecht
- Jürgen Vogel

### 2010
- Anja Kling
- Bürger Lars Dietrich
- Dieter Hallervorden
- Janine Kunze
- Oliver Petszokat
- Uwe Ochsenknecht
- Hans Werner Olm
- Guido Cantz

## Einschaltquoten
Eine unvollständige Auflistung gemessener Einschaltquoten und Marktanteile veranschaulicht die folgende Tabelle:
| Datum           | Zuschauer | Zuschauer       | Marktanteil | Marktanteil     | Quelle |
| Datum           | Gesamt    | 14 bis 49 Jahre | Gesamt      | 14 bis 49 Jahre | Quelle |
| --------------- | --------- | --------------- | ----------- | --------------- | ------ |
| 5. Februar 2006 | 3,45 Mio. | 2,08 Mio.       | 9,1 %       | 12,4 %          | [ 1 ]  |
| 18. März 2007   | 1,61 Mio. | 0,93 Mio.       | 5,2 %       | 7,9 %           | [ 2 ]  |